# Susann Utes
Susann Utes (* 4. Januar 1991 in Kühlungsborn) ist eine ehemalige deutsche Fußballspielerin.

## Werdegang
Utes begann im Alter von fünf Jahren mit dem Fußball in einer Mädchenmannschaft beim SV Einheit Bad Doberan, wechselte aber nach einem Jahr zu den Jungen des Bad Doberaner SV 90, wo sie bis zum Alter von 16 Jahren blieb. 2006 kam sie zum SV Hafen Rostock 61, wo sie für die B-Juniorinnen und für die Frauenmannschaft in der Regionalliga spielte.
2008 wurde sie vom Bundesliga-Aufsteiger FF USV Jena verpflichtet und gehörte seit Beginn der Saison 2008/09 zur Stammkraft und war anschließend mehrere Jahre Mannschaftskapitänin. Am 25. Juni 2019 beendete Utes, nach 194 Spielen für den FF USV Jena in der Frauen-Fußball-Bundesliga und 2. Bundesliga, ihre aktive Karriere.

## Persönliches
Im Jahr 2010 legte sie am Sportgymnasium Jena ihr Abitur ab. Utes arbeitet auf Mini-Job-Basis für die Stadtwerke Jena und halbtags in der USV-Jena-Geschäftsstelle.